# 多齒米蝦
多齒米蝦（學名：Caridina multidentata），又稱大和藻蝦、大和米蝦、日本米蝦。為匙指蝦科米蝦屬的一種，屬於洄游型淡水蝦，成蝦生活在乾淨的溪流裡，母蝦抱卵至成熟後會將幼蝦釋放到水中，幼蝦隨著水流入海水當中，幼蝦在海水當中度過浮游時期，經過蛻皮成為稚蝦，找尋溪流入海處上溯至溪流中生活。可作為自然環境的生物指標，體長約2至5公分。淡水水族觀賞玩家多將其視為水草缸中的清道夫，其體側有數條虛線或成點狀分佈的斑紋，其表面顏色偏向銀色或灰色，具觀賞價值。市面上所販售的個體多為野外採捕，而這些業者的採捕行為對於野外的族群及棲地是極大破壞。洄游型米蝦的繁殖較陸封型來的困難，在人工繁殖量產上仍在努力。目前國立臺灣海洋大學已有繁殖成功，且投入大量量產，惟此項技術尚未推廣至民間單位。
多齒米蝦的學名在2006年由「Caridina japonica」改為「Caridina multidentata」。